# Airbus A400M
Airbus A400M je četveromotorni, turbo- propelerski vojni transportni zrakoplov. Dizajnirala ga je Airbusova vojna podružnica - Airbus Military kao taktički zrakoplov sa strategijskim sposobnostima. Prvi let ovog zrakoplova dogodio se 11. prosinca 2009. iznad Seville, Španjolska.
Do sada je osam država za potrebe svojih oružanih snaga naraučilo ukupno 174 primjerka A400M zrakoplova. Prvi A400M je isporučen Francuskoj u kolovozu 2013.

## Razvoj
Airbus A400M je dizajniran tako da znatno poveća kapacitet tereta i doseg zrakoplova u odnosu na starije verzije Hercules i Transall zrakoplova. Prostor za teret je dugačak 17,71 m te 4 m širok i 3,85 m visok. Poput svih ostalih Airbus zrakoplova, A400M ima sustav upravljanja fly-by-wire te digitalne instrumente upotpunjene zaslonima u boji (glass cocpit). 
U svibnju 2003. je osam zemalja (Francuska, Njemačka, Italija, Španjolska, Ujedinjeno Kraljevstvo, Turska, Belgija i Luksemburg) potpisalo ugovor o kupnji 212 zrakoplova. Italija se kasnije povukla iz projekta a JAR se priključio. 
Zrakoplov se sastavlja u španjolskom gradu Seville, a u planu je da kapacitet bude 30 zrakoplova godišnje.
Krila A400M su izrađena od karbosnkih vlakana. Na svakom krilu su po dva turboproplelerska motora koja se okreću u suprotnim smjerovima.

## Narudžbe i isporuke
| Datum narudžbe    | Država                 | Naručeno | Isporučeno | Ulazak u službu datum   | Bilješke                                                                     |
| ----------------- | ---------------------- | -------- | ---------- | ----------------------- | ---------------------------------------------------------------------------- |
| 27. svibnja 2003. | Njemačka               | 53       | 3          | 19. prosinca 2014.      | Narudžba smanjena s 60 na 53 (plus 7 opcija),                                |
| 27. svibnja 2003. | Francuska              | 50       | 9          | 1. kolovoza 2013.       |                                                                              |
| 27. svibnja 2003. | Španjolska             | 27       |            | Nepoznato               | Potrebe smanjene na 14 zrakoplova, 13 će pokušati preprodati.                |
| 27. svibnja 2003. | Ujedinjeno Kraljevstvo | 22       | 8          | 17. studenoga 2014.     | Narudžba smanjena s 25 na 22.                                                |
| 27. svibnja 2003. | Turska                 | 10       | 3          | 4. travnja 2014.        | Isporuke će biti dovršene do 2018.                                           |
| 27. svibnja 2003. | Belgija                | 7        |            | Očekivano 2018. – 2020. |                                                                              |
| 27. svibnja 2003. | Luksemburg             | 1        |            | Očekivano 2019.         |                                                                              |
| Prosinac 2004.    | JAR                    | 0        |            | -                       | Narudžba od 8 zrakoplova otkazana zbog odgoda isporuke i povećanih troškova. |
| 8. prosinca 2005. | Malezija               | 4        | 3          | 12. ožujka 2015.        |                                                                              |
| Ukupno:           |                        | 174      | 26         |                         |                                                                              |

## Specifikacije
| Mjere                       | A400M                                                                  |
| --------------------------- | ---------------------------------------------------------------------- |
| Posada pilotske kabine      | 3 ili 4                                                                |
| Kapacitet                   | 37.000 kg                                                              |
| Dužina                      | 45,1 m                                                                 |
| Raspon krila                | 42,4 m                                                                 |
| Visina                      | 14,7 m                                                                 |
| Masa zrakoplova             | 76.500 kg                                                              |
| Maksimalna masa uzlijetanja | 141.000 kg                                                             |
| Brzina krstarenja           | Mach 0,68-0,72 (780 km/h, 421 čvor)                                    |
| Dolet                       | 3.298 km (pod punim opterećenjem)                                      |
| Visina leta                 | 11.300 m                                                               |
| Maksimalna količina goriva  | 50.500 kg                                                              |
| Motori (4 x)                | 4 × Europrop TP400-D6[96] turbopropelerski, 8.250 kW (11.060 ks) svaki |